# 昭和橋 (気仙川)
昭和橋（しょうわばし）は、岩手県住田町の気仙川に架かる住田町道役場前線の橋である。

## 歴史
岩手県住田町世田米にあり、もともとは木橋が架かっていた。
1933年（昭和8年）にコンクリート製の橋（上部工形式RCT桁、橋長72.94 m、全幅員4.00 m）が完成し、世田米の駅地区と川向地区を結ぶ生活道路の一部となった。
1945年（昭和20年）8月9日、釜石市を爆撃した米軍機が飛来して銃撃を受け、上流側欄干に直径約10cmの銃弾痕が残された。
世田米商店街と住田町役場などがある川向地区をつなぐ橋として、約90年にわたり使用されたが、気仙川流域はしばしば大雨、豪雨の洪水による浸水被害を受けており、昭和橋の径間長は9.1mで流木等が引っかかって堰き止められやすく、橋桁も洪水時には水面下に潜る状態になるとみられ、基準径間長及び橋桁の余裕の不足が指摘された。そのため岩手県は架け替えを決め、地元住民の意向で親柱と銃弾痕の部分を残すことになった。
2022年（令和4年）11月から橋の解体が始まり、翌年2023年1月には解体工事が完了した。橋の完成までの間は下流側に歩行者迂回用の仮橋が架けられる。新しい橋は2026年3月完成予定である。